# 마블링 (축산)

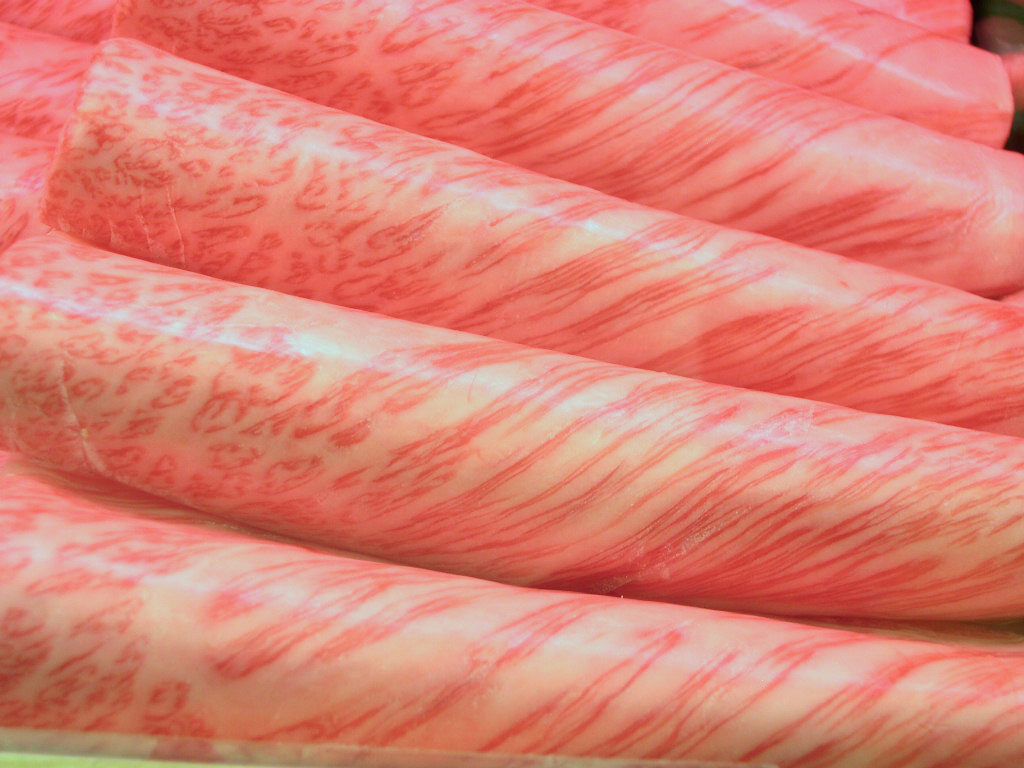

마블링 고기(영어: marbled meat), 또는 결지방은 근내 지방도(근육 내 지방도)를 말한다. 즉, 근육 내에 있는 지방의 정도를 말하는 것으로서, 지방이 대리석 무늬처럼 고르게 퍼져있는 정도를 말하는 것이다.

## 건강에 해악
마블링이 좋다는 것은 지방이 많다는 의미이다. 옥수수(몸에 좋지 않은 것으로 여겨지는 오메가-6 지방산 함량이 높다) 등 곡물 사료를 먹인 소의 고기는 마블링이 좋지만, 풀(몸에 좋은 것으로 여겨지는 오메가-3 지방산 함량이 높다)을 먹인 소의 고기는 마블링이 좋지 않다. 즉, 건강학적 측면에서 마블링 자체는 결코 좋은 것이 아니다.

## 품질 기준

### 대한민국
대한민국은 쇠고기 등급 기준에 마블링(근내지방도)이 있는데, 해롤드 맥기의 '음식과 요리'라는 책에 따르면, 마블링(근내지방도)으로 쇠고기 등급을 매기는 나라는 미국, 일본, 한국 뿐이다. 미국, 호주 등도 마블링으로 등급제를 하고 있으나, 외국 소비자들은 마블링보다 숙성을 중요하게 여긴다. 실제로 호주축산공사 관계자는 "곡물 비육 기간이 높다는 이유로 높은 등급의 쇠고기라고 말하긴 힘들다"면서 "호주인들은 지방 함량이 적은 목초 사육 쇠고기를 선호한다"고 말했다. 그리고 호주에서는 원래 마블링이 있는 고기를 만들지 않는데, 한국 사람들이 마블링을 좋아하니까 호주 소들이 수출되기 전에 한국 소비자를 위해 비육 과정을 거친다. 한국인을 위해서 마블링을 만드는 것이다.

#### 연도(軟度)관리시스템(맛 예측 시스템) 개발
- 농촌진흥청에서는 기존의 쇠고기 등급제를 보완하면서 소비자에게 한우 맛 정보를 미리 알려주는 새로운 시스템을 개발했다.[4][5]
- 농촌진흥청은 한우의 차별화와 소비자가 균일한 품질의 쇠고기를 구매할 수 있도록 개발해 시범적용하고 있는 한우 연도관리시스템의 소비자 반응이 좋아 3개소로 확대 추진한다고 밝혔다.[6]

#### 쇠고기 등급 기준에서 마블링(근내 지방도) 논란
- 민연태 농림수산식품부 식량원예정책관은 "축산업자들이 고기 등급의 기준인 마블링을 좋게 하기 위해 사용하는 곡물사료 대신 풀사료를 늘리기 위해 고기 등급제 기준을 바꾸는 조치도 검토하고 있다"고 덧붙였다.[7]
- 서규용 농림수산식품부 장관은 "마블링을 만들기 위해 너무 많은 곡물을 쓰고 있고 마블링이 국민 건강에도 좋지 않다"며 "쇠고기 등급제 개선방안을 검토해 보겠다"고 말했다.[8]
- 2012년 8월 21일 관가에 따르면 쇠고기 관련 정책을 담당하는 농림수산식품부 실무자들은 난데없는 고민에 빠졌다. 지난 18일 서규용 농식품부 장관이 “마블링이 좋다는 것은 지방이 많다는 의미로 국민건강에 좋지 않은 만큼 쇠고기 등급 기준에서 마블링을 빼는 방안을 검토하겠다.”고 공개적으로 밝혔기 때문이다.[9]
- 그러나, 정부는 “쇠고기 등급기준에서 마블링을 빼는 방안을 검토‘ 한 바 없다고 밝혔다. 다만, 축산농가의 생산비 부담을 완화하기 위해 곡물사료를 덜 먹이고 우리 소비자들의 입맛에 맞는 쇠고기를 생산해 낼 수 있는 방안을 검토할 계획이라고 말했다. 이에는 한우개량, 쇠고기 근내지방도 등급기준 조정․변경 등이 포함될 수 있다고 말했다.[10]

## 같이 보기
- 비계
- (영어) 쇠고기 숙성
- 앉은뱅이 소